# Великий Луг (бронепоезд)
Бронепоезд «Великий Луг» — лёгкий бронепоезд вооруженных сил УНР. Известно, что он принимал участие в бою у станции Христиановка в августе 1919 года.

## Сведения о бронепоезде
Из рассказов участника боя в августе 1919 года у станции Христиановка солдата армии УНР Владимира Сосюры известно, что в бою с большевиками принимали участие три украинских бронепоезда — «Великий Луг», «Запорожская Сечь» и третий, чье имя не сохранилось. Все три бронепоезда были окружены, но двум: «Великому Лугу» и «Запорожской Сечи» удалось вырваться из окружения. Безымянный бронепоезд в это время был уничтожен прямым попаданием артиллерии большевиков.